# Argument du maximum
Pour les articles homonymes, voir Argument.
En mathématiques, l'argument du maximum, noté arg max ou argmax, est l'ensemble des points en lesquels une expression atteint sa valeur maximale.

## Définition
Pour une fonction {\displaystyle f:X\to Y}, avec {\displaystyle Y} un ensemble totalement ordonné, l'arg max de {\displaystyle f} est défini par :
{\displaystyle \operatorname {arg\,max} \,f\ {\stackrel {\text{déf}}{=}}\ \{x\in X\ |\ \forall x'\in X,\ f(x')\leq f(x)\}}
c'est-à-dire que {\displaystyle \operatorname {arg\,max} \,f}
est l'ensemble des valeurs {\displaystyle x} pour lesquelles {\displaystyle f} atteint son maximum.
De manière équivalente, {\displaystyle \operatorname {arg\,max} \,f} est l'ensemble de niveau du maximum de {\displaystyle f} :
{\displaystyle \operatorname {arg\,max} \,f={f}^{-1}(\{\operatorname {max} \,f\}).}
On peut aussi trouver la notation {\displaystyle {\underset {x}{\operatorname {arg\,max} }}\,f(x)}.
Si {\displaystyle A} est une partie de {\displaystyle X} alors
l'arg max de la restriction de {\displaystyle f} à {\displaystyle A}, {\displaystyle f_{|A}}, peut être noté
{\displaystyle \operatorname {arg\,max} f_{|A}{\text{ ou }}{\underset {A}{\operatorname {arg\,max} }}f{\text{ ou }}{\underset {x\in A}{\operatorname {arg\,max} }}f(x).}
Sa valeur est
{\displaystyle {\underset {A}{\operatorname {arg\,max} }}\,f\ =\ \{x\in A\ |\ \forall x'\in A,\ f(x')\leq f(x)\}.}
Par exemple, si {\displaystyle f(x)} est {\displaystyle -|x|}, alors elle atteint sa valeur maximum pour {\displaystyle x=0} seulement
et son arg max est {\displaystyle \{0\}}.
Nous avons aussi
{\displaystyle {\underset {x\in [0,4\pi ]}{\operatorname {arg\,max} }}\,\cos(x)=\{0,2\pi ,4\pi \}}
car le maximum de {\displaystyle \cos(x)} est {\displaystyle 1},
et cette valeur est atteinte sur l'intervalle {\displaystyle [0;4\pi ]} quand {\displaystyle x=0}, {\displaystyle 2\pi } ou {\displaystyle 4\pi }.
Si le maximum est atteint en un seul point, alors par souci de simplification, on peut aussi désigner ce point comme l'arg max et on pourra utiliser le point ou le singleton selon le contexte.
Par exemple, le seul maximum de {\displaystyle x\,(10-x)} est {\displaystyle 25}, atteint uniquement pour {\displaystyle x=5}, d'où
{\displaystyle {\underset {x\in \mathbb {R} }{\operatorname {arg\,max} }}(x\,(10-x))=5} dans un contexte de nombres
et
{\displaystyle {\underset {x\in \mathbb {R} }{\operatorname {arg\,max} }}(x\,(10-x))=\{5\}} dans un contexte d'ensembles.

## Arg min
arg min (ou argmin) est défini de manière analogue (en remplaçant «max» par «min» et {\displaystyle \leq } par {\displaystyle \geq }):
pour une fonction {\displaystyle f:X\mapsto Y}, avec {\displaystyle Y} un ensemble totalement ordonné, l'arg min est défini par
{\displaystyle \operatorname {arg\,min} \,f\ {\stackrel {\text{déf}}{=}}\ \{x\in X\ |\ \forall x'\in X,f(x')\geq f(x)\}.}